# 中小学教师资格考试
中小学教师资格考试是由中华人民共和国教育部建立考试标准，并且由省级教育行政部门组织的全国统一考试，2021年报名人次首次超过一千万，达到1144.2万人次，成为中华人民共和国报名人数最多的职业资格考试。

## 考试概况
该考试包括：幼儿园教师资格考试、小学教师资格考试、初级中学教师资格考试、高级中学教师资格考试。考生可以通过相应层次的考试并取得合格证明，合格证明是认定教师资格证的必备条件。
另外，如果想要申请认定中等职业学校文化课教师资格、中等职业学校专业课和中等职业学校实习指导教师资格者，应该参加高级中学教师资格考试

## 考试对象和报考条件

### 大陆考生
报名对象包括想要获得教师资格证的大学毕业生或者在校生。
参加幼儿园教师资格考试、小学教师资格考试、初级中学教师资格考试的考生应该具有大学专科及以上学历。参加高级中学教师资格考试的考生应该具有大学本科以上学历。

### 港澳台考生
根据中国教育部2019年发布的《關於港澳台居民在內地（大陸）申請中小學教師資格有關問題的通知》，正式允许港澳台居民在大陆考取教师资格证。
港澳台居住證、港澳居民來往內地通行證(五年有效期)的持有者，可凭证参加考试，学历要求和大陆考生相同 。

## 考试时间和方式

### 时间
一年两次：上半年3月笔试，下半年10月笔试。
考试分为笔试和面试：

### 笔试
| 类别             | 科目一   | 科目二             | 科目三             |
| 幼儿园教师       | 综合素质 | 保教知识与能力     | 无                 |
| 小学教师         | 综合素质 | 教育教学知识与能力 | 无                 |
| 初中教师         | 综合素质 | 教育知识与能力     | 学科知识与教学能力 |
| 高中教师         | 综合素质 | 教育知识与能力     | 学科知识与教学能力 |
| 中职文化课教师   | 综合素质 | 教育知识与能力     | 学科知识与教学能力 |
| 中职专业课教师   | 综合素质 | 教育知识与能力     | 各省市自行组织     |
| 中职实习指导教师 | 综合素质 | 教育知识与能力     | 各省市自行组织     |

合格分数：笔试科目卷面分为150分，按标准转换为120分制的70分为通过，笔试单科成绩有效期为两年。
注：
- 初中《学科知识与教学能力》科目分为：语文、数学、英语、物理、化学、生物、思想品德、历史、地理、音乐、体育与健康、美术、信息技术、历史与社会、科学。
- 高中《学科知识与教学能力》科目分为：语文、数学、英语、物理、化学、生物、思想政治、历史、地理、音乐、体育与健康、美术、信息技术、通用技术。

### 面试
考生必须通过所有的笔试科目后方可报名参加面试。面试因各省市政策的不同而不同，一般分为试讲和说课。
合格分数：面试总分为100分，成绩达到60分即为合格。通过面试即可获得中小学教师资格考试合格证明，合格证明有效期为三年，凭该证明可
申请教师资格证，考生已获取教师资格证但未在学校任教的，其证书按目前政策长期有效，无须注册。持有教师资格证的考生已成为经各级教育行政部门核准举办的普通中小学、中等职业学校和幼儿园在岗教师的，需要面临五年一注册审核的规定。
注：
- 幼儿园教师资格考试面试不分科目。
- 小学教师资格考试面试科目分为：小学语文、小学英语、小学社会、小学数学、小学科学、小学音乐、小学体育、小学美术、小学信息技术、小学心理健康教育、小学全科。
- 初级中学、普通高级中学、中职文化课类别教师资格考试面试科目，与笔试科目三相同。

## 考试现状

### 报名人数激增
自2016年起，中小学教师资格考试报名人数激增。大量的考生登录报名甚至挤爆了网站的服务器。
2016年，全年教师资格考试报名人数共有260万人，2017年达410万人，2018年达651万人，而2019年将近900万人。
报名人数激增的原因：
- 主要原因是由于大陆当局提高了教师行业的准入门槛。2018年8月，大陆国务院办公厅发布《关于规范校外教育培训机构发展的意见》要求校外教辅培训机构的教师也要持证上岗。而大部分培训的教师没有教师资格证，故导致许多人扎堆报考[9]。

- 师资力量的缺乏：中国教师依然有很大缺口，各个学校对教师有很大的需求[10]。

- 证书含金量提升：在实施中小学教师资格考试和定期注册制度改革后，“省考”改为“国考”。教师资格证可以全国通用，获得更高的认可度和权威性[10]。
- 就业形势的恶化导致很多年轻人选择稳定的教师和公务员岗位。

### 考试通过率降低
由于考试人数的激增，考试的通过率逐年降低。虽然没有传言中的综合通过率不足7.5%那么夸张，但确实降低了(由原来的27.5%下降为现在的17.4%)。

### 考生结构的变化
考生人数增加的同时，考生的结构也发生了变化。非在校生占比52%超过了在校生，而非师范生占比74%更是远远超过了师范生，越来越多的考生来自于非师范的往届毕业生
。

## 争议
- 存在部分考生舞弊的现象[13]。
- 教育與政治掛鉤，港澳台居民過去只能在限定的地區和特定課程任教。而且要求必须拥护中国共产党，对教师有强烈的政治控制意图。台湾的政治和历史教师在大陆地区有很大的限制[16]。

## 官网
中国教育考试网 （页面存档备份，存于）